# Sapna Mukherjee

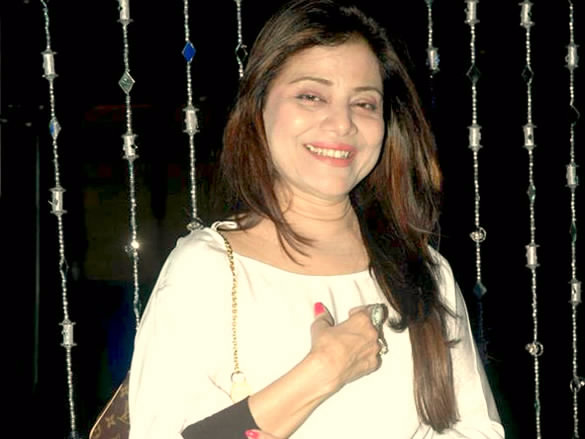
Sapna Mukherjee

Sapna Mukherjee en bengalí: সাপ্না মুখার্জি (1975) es una cantante de sincronía de labios, en Bollywood, India. Ella fue ganadora de los Premios Filmfare, como la Mejor Intérprete Femenina de Playback por su tema musical titulado Tirchi Topi Wale, en la película Tridev (1989).

## Carrera
Comenzó su carrera como cantante en 1986, cuando los directores de música como, Kalyanji Anandji, le dieron la oportunidad de interpretar tres canciones para una película titulada Janbaaz. Su primer gran éxito llegó a partir desde 1989, cuando Kalyanji Anandji la eligió para interpretar otro tema musical Tirchi Topi Wale para la película Tridev. La canción llegó a ser una de las favoritas de ese año.
Trabajó con reconocidos directores musicales como Nadeem-Shravan, Jatin Lalit, Anand-Milind, Viju Shah Rajesh Roshan, Anu Malik, A. R. Rahman y reconocidos cantantes como  Kishore Kumar, Udit Narayan, Kumar Sanu, Abhijeet, Vinod Rathod, Mohammed Aziz, Sonu Nigam, Babul Supriyo, Lucky Ali, Alka Yagnik, Kavita Krishnamurthy, Sadhana Sargam.

## Más información
En 2006, ella lanzó un álbum titulado Mere Piya, que incluyó varias actuaciones en solitario por sí misma, así como a dúo junto a la popular cantante Sonu Nigam y también con Lata Mangeshkar, en la que estuvo presente en el evento de su lanzamiento. Sapna Mukherjee ha realizado una serie de giras de conciertos en vivo por los Estados Unidos, Canadá y el Reino Unido. También es devota de Satya Sai Baba.

## Canciones
| Película                                       | Temas musicales                                          |
| ---------------------------------------------- | -------------------------------------------------------- |
| Corporate                                      | "Oh Sikandar"                                            |
| Netaji Subhas Chandra Bose: The Forgotten Hero | "Ghoomparani"                                            |
| King Uncle                                     | "Parody Song"                                            |
| Khiladi                                        | "Khud Ko Kya Samajhti Hai"                               |
| Raja Hindustani                                | "Tere Ishq Mein Nachenge"                                |
| Tridev                                         | "Tirchi Topi Wale"                                       |
| Vishwatma                                      | "Dil Le Gayi Teri Bindiya"                               |
| Mera Pati Sirf Mera Hain                       | "Thandi Hawaein"                                         |
| Baaz                                           | "Resham Jaisa"                                           |
| Krantiveer                                     | "Love Rap"                                               |
| Jallad                                         | "Aankhon Mein Kya Hain"                                  |
| Rakshak                                        | "Sundara Sundara"                                        |
| Judaai                                         | "Pyaar Pyaar Karte Karte"                                |
| Zamaana Deewana                                | "Zamaana Deewana Ho Gaya"                                |
| Yaarana                                        | "Jaadoo"                                                 |
| Jaan                                           | "Aai Bo"                                                 |
| Rajaji                                         | "Sunday Ki Raat"                                         |
| Dus                                            | "Cham Se"                                                |
| Bewafaa                                        | "Pyar Ka Anjaam"                                         |
| Trinetra                                       | "Kehni Hain Ek Baat"                                     |
| Krantiveer                                     | "Love Rap"                                               |
| Gair                                           | "Laila"                                                  |
| Baaz                                           | "Resham Jaisa"                                           |
| Andolan                                        | "Majja Karle Meri Jaan"                                  |
| Love in Nepal                                  | "Love in Nepal"                                          |
| Andaaz                                         | "Rabba Ishq Na Hove"                                     |
| Jallad                                         | "Aankhon Mein Kya Hain"                                  |
| Lootere                                        | "Pappe bachale Tussi"                                    |
| Janbaaz                                        | "Tera Saath Hai Kitna Pyara", "Jab Jab Teri Surat dekhu" |
| Fida                                           | "Nazar Nazar", "Yeh Dil Jigar Jhuki Nazar"               |